# Óscar Jaenada
Óscar Jaenada Gajo (né le 4 mai 1975 à Esplugues de Llobregat) est un acteur espagnol.

## Filmographie
| Année | Titre                                          | Rôle                      | Réalisateur             |
| ----- | ---------------------------------------------- | ------------------------- | ----------------------- |
| 2003  | Lisístrata                                     |                           | Francesc Bellmunt (en)  |
| 2003  | Descongélate                                   |                           | Félix Sabroso           |
| 2003  | Noviembre                                      | Alfredo                   | Achero Mañas            |
| 2004  | El juego de la verdad                          |                           | Álvaro Fernández Armero |
| 2004  | XXL                                            | Fali                      | Julio Sánchez Valdés    |
| 2005  | Camarón                                        | Camarón de la Isla        | Jaime Chávarri          |
| 2005  | Carne de neón                                  | Ricky                     | Paco Cabezas            |
| 2005  | Skizo                                          |                           | Jesús Ponce             |
| 2005  | Somme                                          | Gabriel                   |                         |
| 2006  | Días azules                                    | Boris                     | Miguel Santesmases      |
| 2006  | La vida abismal                                | El Chino                  | Ventura Pons            |
| 2006  | Skizo                                          | Iván                      | Jesús Ponce             |
| 2007  | Todos estamos invitados (es)                   | Josu Jon                  | Manuel Gutiérrez Aragón |
| 2008  | Sukalde Kontuak                                |                           |                         |
| 2008  | Che, 2e partie : Guerilla                      | David "Dario" Ardiazola   | Steven Soderbergh       |
| 2009  | Trash                                          | David                     | Carles Torras           |
| 2010  | La herencia Valdemar                           | Nicolás Trémel            | José Luis Alemán        |
| 2010  | The Losers                                     | Carlos "Cougar" Alvarez   | Sylvain White           |
| 2010  | La herencia Valdemar II: La sombra prohibida   | Nicolás Trémel            | José Luis Alemán        |
| 2011  | Pirates des Caraïbes : La Fontaine de Jouvence | "El español"              | Rob Marshall            |
| 2012  | ¡Buscando a Eimish!                            | Lucas                     | Ana Rodríguez Rosell    |
| 2012  | Hold-Up!                                       | Ramos                     | Eduard Cortés           |
| 2012  | Sans issue                                     | Dueño de Fabrik           | Mabrouk El Mechri       |
| 2014  | Cantinflas                                     | Mario Moreno "Cantinflas" | Sebastián del Amo       |
| 2016  | Instinct de survie                             | Carlos                    | Jaume Collet-Serra      |
| 2016  | Hands of Stone                                 | Chaflán                   | Jonathan Jakubowicz     |
| 2017  | Oro, la cité perdue                            | Gorriamendi               | Agustín Díaz Yanes      |
| 2017  | Escobar                                        | Santoro                   | Fernando León de Aranoa |
| 2017  | Snatched                                       | Morgado                   | Jonathan Levin          |
| 2018  | L'Homme qui tua Don Quichotte                  | Blair                     | Terry Gilliam           |
| 2019  | Rambo: Last Blood                              | Víctor Martínez           | Adrian Grunberg         |
| 2020  | MJ Adventure                                   | K-gong                    | Salomon Gil             |
| 2020  | Operación Bolívar                              | TBA                       | TBA                     |
| 2021  | Marche chaotique                               | Wilf                      | Doug Liman              |
| 2021  | Xtremo                                         | Lucero                    | Teo García              |

## Récompenses
- Goyas 2005 : Prix Goya du meilleur acteur